# Sylvio dos Santos
Sylvio dos Santos (Rio de Janeiro, 15 luglio 1935 – 4 novembre 2016) è stato un nuotatore e pallanuotista brasiliano.
Come nuotatore, è stato membro del Brasile che ha partecipato, ai Giochi di Helsinki 1952, gareggiando nei 1500m sl e alla Staffetta 4x200m sl, e a quelli di Melbourne 1956, gareggiando nei 400m sl.
Come pallanuotista, ha vinto 1 bronzo, nel 1959 ai III Giochi panamericani.
Era il fratello del pallanuotista olimpico Márvio dos Santos.